# Рандолф (округ, Джорджия)
Ра́ндолф (англ. Randolph County) — округ штата Джорджия, США. Население округа на 2000 год составляло 7791 человек. Административный центр округа — город Катберт.

## История
Округ Рандолф основан в 1828 году.

## География
Округ занимает площадь 1111.1 км2.

## Демография
Согласно Бюро переписи населения США, в округе Рандолф в 2000 году проживало 7791 человек. Плотность населения составляла 7 человек на квадратный километр.